# Fingerstjärnarna
Fingerstjärnarna är en sjö (den största av tre under detta namn) i Borås kommun i Västergötland och ingår i Viskans huvudavrinningsområde.